# Pala d'altare

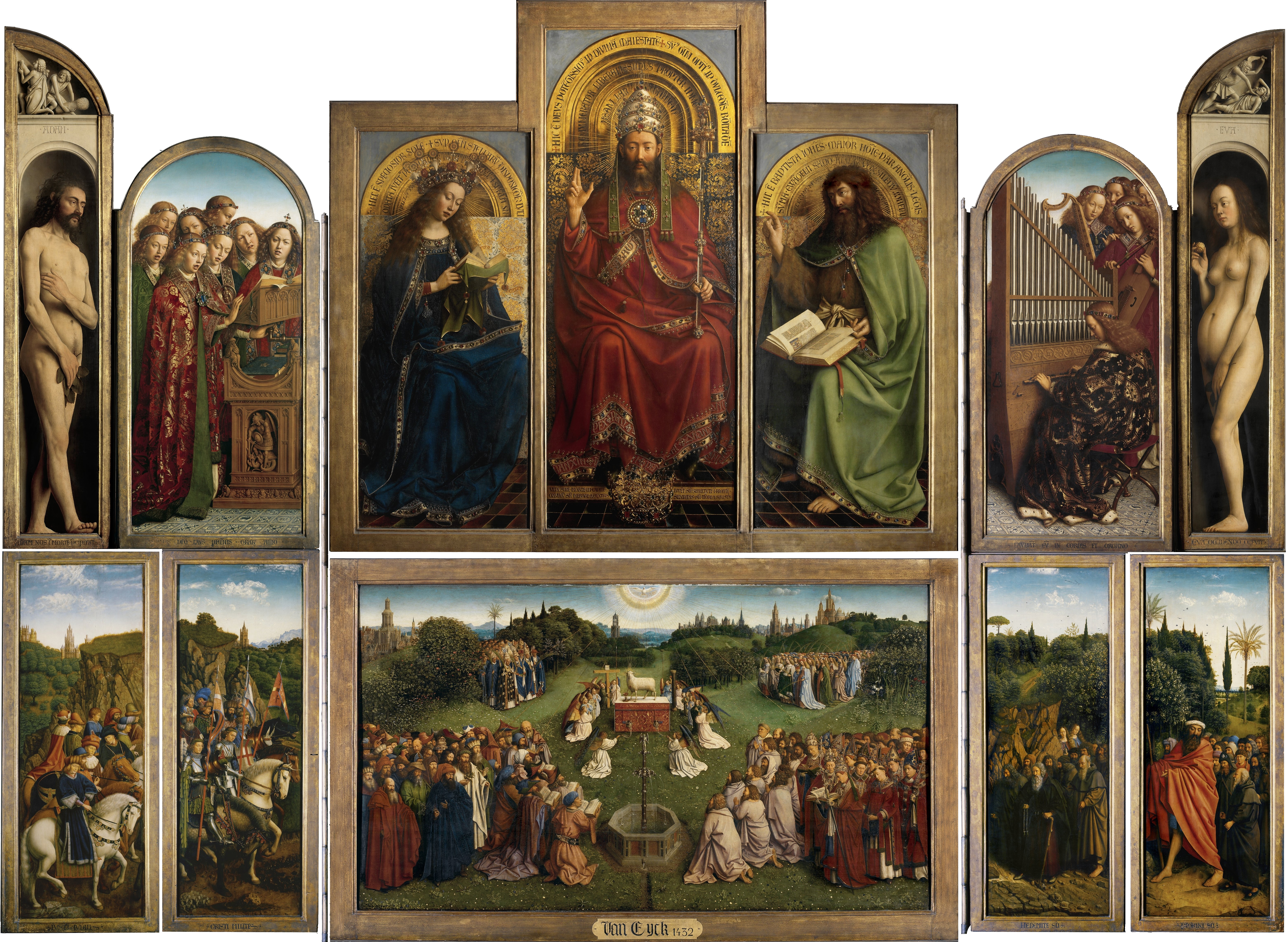
La pala d'altare di Jan van Eyck Polittico dell'agnello mistico (Belgio)

Una pala d'altare o ancona è un'opera pittorica, o più raramente scultorea, di genere religioso che, come dice il termine, si trova sull'altare delle chiese. Può essere realizzata su un supporto rigido (legno, ferro ecc.) o su tela di grandi dimensioni.

## Storia

### Origini
Le prime pale d'altare vennero realizzate intorno all'XI secolo ma ebbero poi un grande sviluppo a partire dalla fine del XIII secolo e nei secoli seguenti. Esse ornavano gli altari delle chiese cristiane e potevano assumere strutture e forme diverse. 
La pala d'altare trae origine dal dossale, tavola rettangolare, per lo più di andamento orizzontale, con figure canoniche quali la Madonna col Bambino o Cristo, affiancate da altri santi o da scene della loro vita. Successivamente si passò alla coordinazione di più tavole distinte, coordinate da cornici, generando strutture complesse quali il trittico o il polittico a seconda che si trovino tre o più pannelli affiancati, dove al pannello centrale erano accostate figure di santi e apostoli, sempre in forma simmetrica.
Nel XIV secolo, nel Duomo di Siena, mentre sull'altare maggiore campeggiava la canonica Maestà, si iniziarono a decorare gli altari laterali con pale che raffiguravano scene della vita della Vergine, aumentando la gamma di soggetti possibili, legati per la prima volta anche a singoli episodi evangelici.

### Diffusione
Il polittico godette di grande popolarità per tutto il Quattrocento e oltre, e le suddivisioni si fecero sempre più complesse: figure nella zona mediana, mezze figure in quella superiore (cimasa), una predella con altre storie come base. Ogni pala era poi contornata da una ricca cornice, che nel Medioevo era intagliata coi caratteristici riccioli e punte gotiche, mentre nel Rinascimento, si ispirava molto di più all'arte romana classica, disponendosi in candelabre verticali, ovuli e rosette. Ogni santo della pala recava il nome e/o attributi di riconoscimento: ad esempio san Pietro le chiavi, santa Caterina d'Alessandria la ruota, san Paolo la spada, Maria Maddalena il vasetto d'unguento. Non bisogna dimenticare infatti che essendo a quell'epoca la popolazione quasi sempre analfabeta, l'arte era spesso intesa come mezzo didattico per insegnare le Scritture. Le tecniche medievali e in parte quattrocentesche erano basate sulla tempera su tavola.
Nel nord Europa sono frequenti pale a sportelli apribili, anche a più livelli, che permettevano la realizzazione di un vasto programma iconografico oltre alla enfatizzazione dei momenti liturgici annuali. Spesso questi sportelli apribili avevano la zona anteriore policroma, e quella posteriore a grisaglia, sovente dipinta con l'Annunciazione.

### Dal polittico alla pala rinascimentale

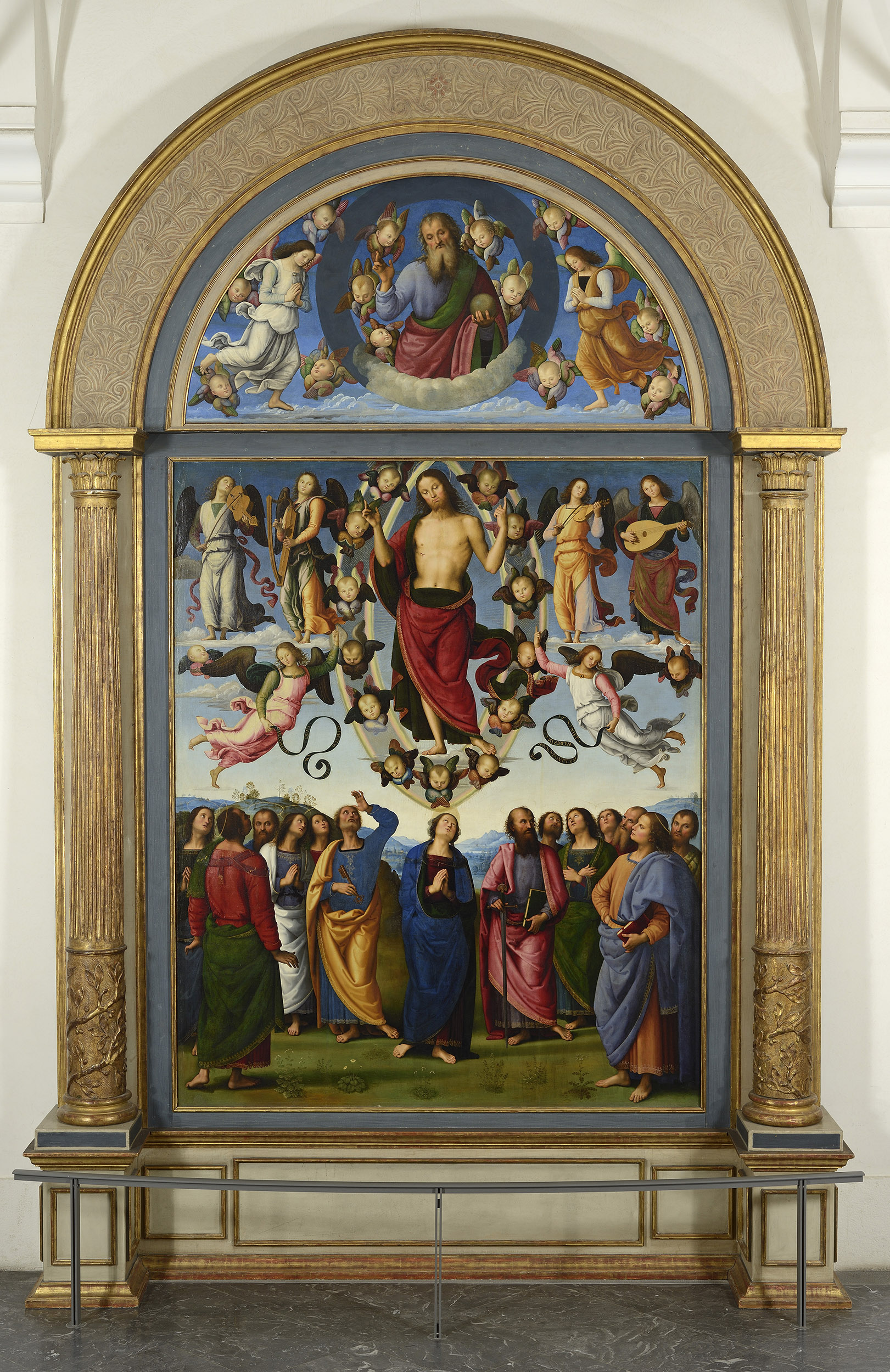
Pietro Perugino, scomparti centrali del Polittico di San Pietro

Durante il Rinascimento fiorentino si iniziò a sviluppare una predilezione per le tavole uniche di forma quadrata o rettangolare, dotate magari di predella e pilastrini decorati, che vengono anche dette "pale" in senso stretto, in contrapposizione ai polittici. La transizione dal polittico gotico alla pala rinascimentale fu graduale. Innanzitutto si cominciò con l'installare la cornice lignea dopo anziché prima della pittura, aumentando l'autonomia della seconda (dal 1430 circa). Nel primo quarto del XV secolo si iniziò poi a prediligere le tavole rettangolari, che permettevano una migliore organizzazione prospettica dello spazio. L'architettura dipinta iniziò a prendere il sopravvento su quella dell'intelaiatura e al tempo stesso il rapporto tra il dipinto e l'architettura circostante entro cui l'opera doveva essere collocata si fece più stretto. Un passo fondamentale in questo senso fu la pala dell'Annunciazione Bartolini Salimbeni di Lorenzo Monaco (1420-1425), dove la scena era inserita come parte integrante degli affreschi della cappella, riprendendo le proporzioni e la gamma cromatica delle scene parietali. Una pala fortemente innovativa fu l'Annunciazione Martelli di Filippo Lippi (1440 circa), che rinunciava a qualsiasi elemento gotico quale cuspidi e pinnacoli in favore di un rigoroso schema geometrico che ben si armonizzava con l'architettura brunelleschiana della chiesa di San Lorenzo in cui si trovava. Ancora più in là si spinse Beato Angelico nella Pala di San Marco (1438-1443), che riprese nel trono di Maria un'architettura analoga a quella del coro della chiesa, progettato da Michelozzo.

### La Controriforma
Durante il periodo Barocco, quando era ormai diffuso il culto di alcuni santi fortemente sostenuto dalla Controriforma, si passò ad un'unica opera su tela, solitamente raffigurante il patrono della chiesa.
Più frequenti in Europa che in Italia, troviamo pale scolpite e spesso dipinte, a basso o ad altorilievo, in tutti i materiali lavorabili: legno, ogni sorta di pietra, osso e avorio. Dall'epoca barocca è facile incontrare, oltre ad enormi tele scenograficamente incorniciate di stucchi e colonne, dei veri e propri gruppi scultorei a tutto tondo.
Nella Spagna essa assume la particolare forma del retablo, struttura composita che riveste l'intera parete di fondo del presbiterio, fino al soffitto, e che è solitamente scolpita con colori vivacissimi. Va ricordato che le pale d'altare erano sempre accompagnate da incorniciature e strutture atte ad appendere tendaggi e cortine che ne permettevano lo svelamento.

### Soppressioni e smembramenti
La struttura stessa delle pale, suddivisa in tavole, ne ha permesso con grande facilità lo smembramento, soprattutto nel periodo delle soppressione delle istituzioni religiose tra XVIII e XIX secolo, ma anche ogni qual volta il mutato gusto e le mode richiedevano la sostituzione di vecchie pale, per quanto all'epoca della loro realizzazione fossero magari state considerate capolavori, con altre di gusto più moderno.
Molti polittici sono così stati smembrati o hanno perso la loro cornice originale. Accade quindi frequentemente che, in seguito alla vendita sul mercato antiquario, che in quest'ambito ebbe il suo periodo d'oro tra il XIX e la prima metà del XX secolo, i vari pannelli che facevano parte di uno stesso polittico siano oggi dispersi tra più musei e collezioni, spesso in città e nazioni diverse. Non mancano esempi di danneggiamenti più gravi, come la frammentazione di una pala in piccole sezioni, magari con l'intenzione di salvare il salvabile e distruggere le parti ritenute guaste, come con la Pala Baronci di Raffaello.
Tutti gli artisti hanno contribuito alla realizzazione di pale d'altare, arredo necessario alla liturgia fino alla Riforma liturgica. Fra i più importanti che si sono cimentati in queste opere possiamo ricordare Giotto, Duccio di Buoninsegna, Simone Martini, Pietro e Ambrogio Lorenzetti, Andrea Mantegna, Masaccio, Piero della Francesca, Correggio, Lorenzo Lotto, Tiziano, Caravaggio, Bernini, Tiepolo, Bernardino Butinone e Bernardo Zenale ma anche i Fiamminghi Juan de Flandes, Jan Van Eyck, o il tedesco Matthias Grünewald.

## Tecniche

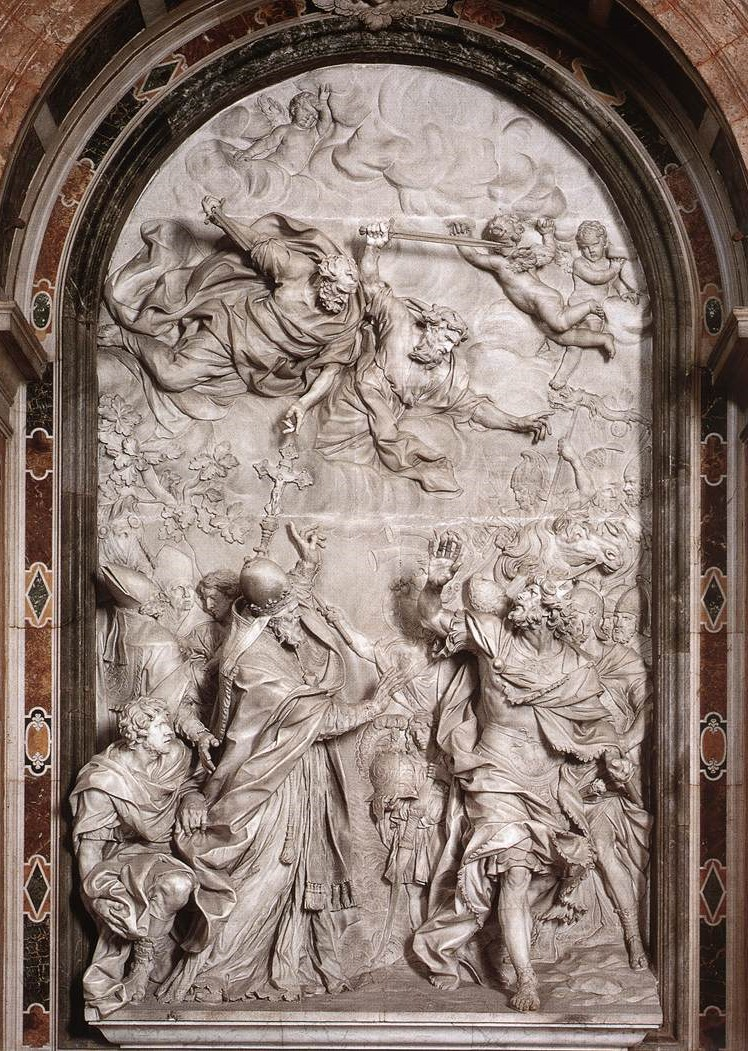
Alessandro Algardi, L'incontro tra il papa Leone magno e Attila, 1646-1653, Basilica di San Pietro, Roma

Nel Medioevo, e per tutto il '400, come supporto venivano utilizzate tavole di legno, affiancate tramite incastri e incorniciate. Il legno veniva poi ricoperto con una tela fissata con colla di coniglio (incamottatura) che ha lo scopo di ammortizzare i movimenti del legno rispetto agli strati superiori. Questi consistono in più mani di una mistura di colla di coniglio e gesso, che permettevano il raggiungimento di una superficie perfettamente liscia e levigata. Questa risulta ideale sia per la doratura, realizzata con lamina d'oro, che per la pittura praticata mescolando i pigmenti con tuorlo d'uovo.
Con lo sviluppo e la riscoperta quattrocentesca della pittura ad olio, ad opera della scuola fiamminga, questo tipo di miscela, che consente effetti di naturalismo molto più efficaci della tempera, finì per sostituirla del tutto. Tale materiale inoltre, rendeva più facile la realizzazione di grandi formati. Un'ulteriore differenza dal medioevo fu la scomparsa dei cosiddetti fondi oro prediligendo elementi paesaggistici.
A partire dal '500, e per tutto il periodo barocco, anche la tavola venne accantonata per preferire la tela come supporto. Questa, opportunamente munita di telaio di sostegno, veniva ricoperta con una colorazione uniforme bruno rossastra, molto scura, sopra la quale venivano modellate le figure, tramite sovrapposizione di toni più chiari, in modo che la scena emergesse dal buio con suggestivi effetti di luce.
In epoca barocca, inoltre, ebbero diffusione anche pale d'altare scultoree caratterizzate da un diverso aggetto delle varie figure in rilievo (quasi a tutto tondo o comunque in altissimo rilievo quelle in primo piano fino allo stiacciato di quelle di sfondo) al fine di accentuare la profondità prospettica della scena raffigurata. Archetipo di questo nuovo tipo di pala è L'incontro tra il papa Leone magno e Attila (1646-1653), realizzato da Alessandro Algardi per la basilica di San Pietro. Altro rilevante esempio di pala marmorea barocca è la Lapidazione di Sant'Emerenziana di Ercole Ferrata (1660) che si trova (insieme ad altre pale scultoree che con la prima compongono un ciclo) nella chiesa romana di Sant'Agnese in Agone.

## Curiosità
La pala d'altare è anche nota con il termine ancóna, da cui deriva, in alcune aree dell'Italia meridionale, il termine "cona" che è ancora usato per indicare una nicchia per la collocazione delle immagini sacre. Le "anconette" sono dipinti di piccole dimensioni destinate a culti circoscritti a luoghi particolari o privati: ad esempio, a Venezia esiste il Ponte dell'Anconeta il cui nome deriva proprio da questa origine.